# Schaubergwerk Knappenberg

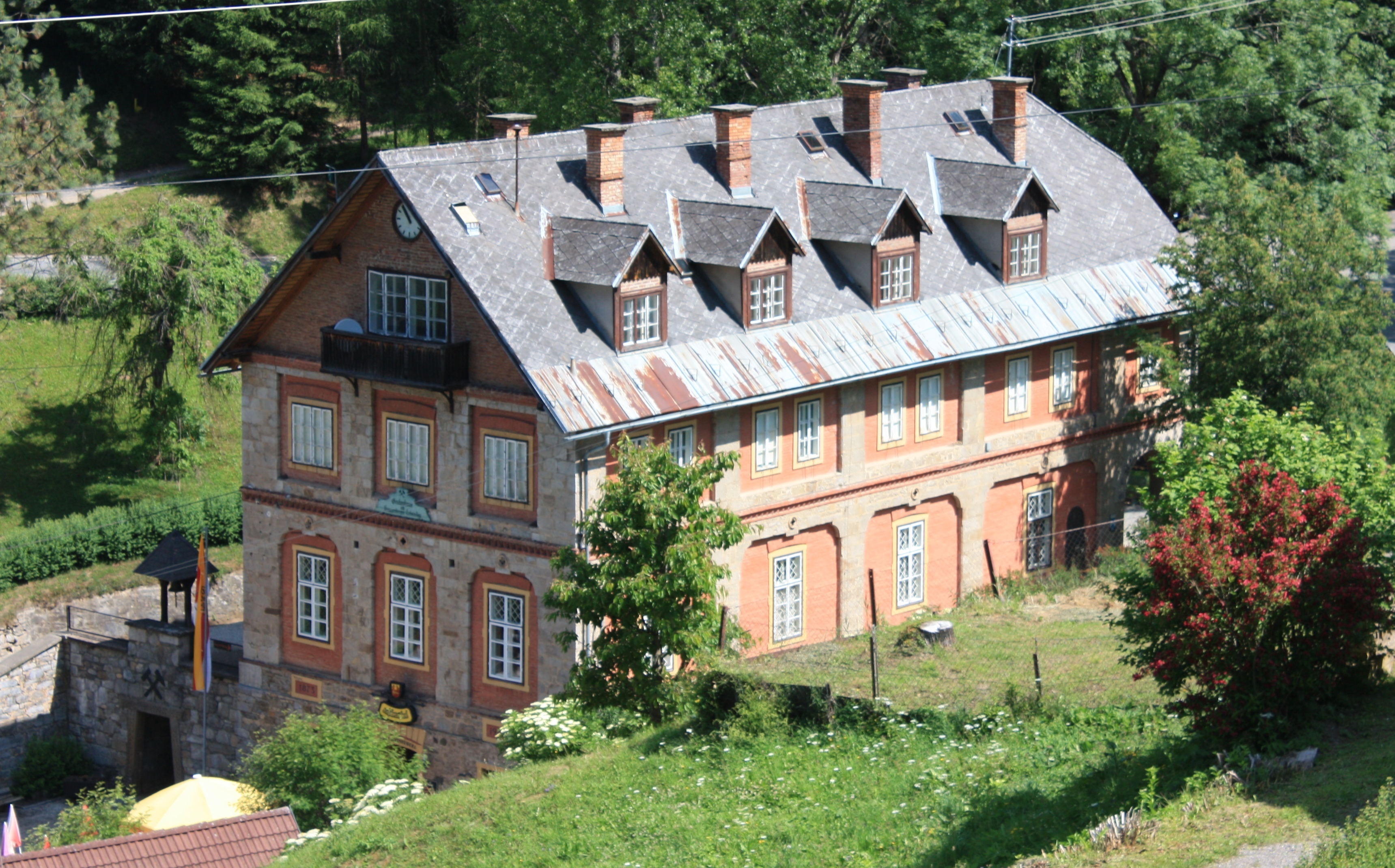
Das Bergbaumuseum Knappenberg (ehemaliges Grubenhaus, links unten das Mundloch des Erbstollens)

Das Schaubergwerk Knappenberg ist ein Erbstollen und eine Touristenattraktion in Knappenberg (Gemeinde Hüttenberg) in Kärnten.
Der Eisenerz-Bergbau in Knappenberg wurde 1978 stillgelegt. Zwei Jahre später wurde das Schaubergwerk eröffnet. Im Erbstollen aus dem Jahre 1567 mit einer Länge von 900 m wird die Arbeit der Bergleute „unter Tag“ veranschaulicht. So werden bei Führungen die Abbaumethoden, die einfachen Hilfsmittel, die Bergbautechnik und die Erzförderung erklärt.

## Bergbaumuseum
Das frei zugängliche angeschlossene Bergbaumuseum dokumentiert das Leben und die Arbeit der Bergleute sowie zahlreiche Gerätschaften wie Grubenlampen, Erz- und Kohlerechen, Arbeitskleidung etc. und gibt Einblick in den Hüttenberger Reiftanz. Eine Mineralienschau im ersten Stock präsentiert über 200 Mineralienarten sowie das Büro des Mineralogen Heinz Meixner. Im Museum befindet sich auch die bedeutende „Hüttenberger Bergwerksordnung“ der Kaiserin Maria Theresia.
Das Bergbaumuseum, das ehemalige Grubenhaus und Mundloch des Erbstollens, stehen unter Denkmalschutz, wie auch zahlreiche andere Bergbau-Objekte in Knappenberg, so Teile der Barbarasiedlung und die Barbarakirche.